# Clematis dioica
Clematis dioica es una especie de la familia Ranunculaceae. Se distribuye en México, Centroamérica, las Antillas y Suramérica.

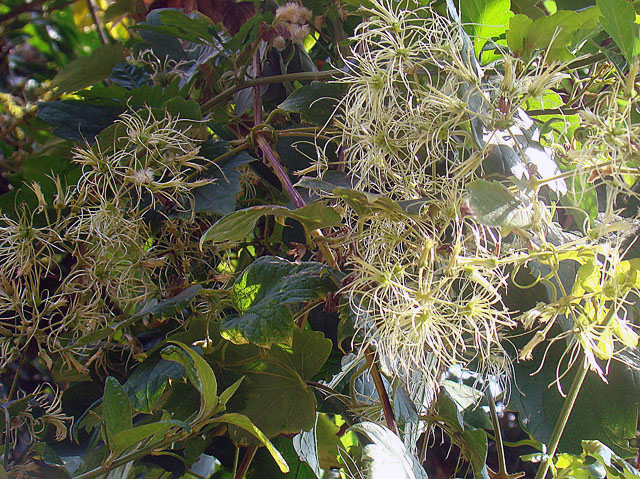
Semillas

## Características
Especie trepadora perenne cuyo soporte en la naturaleza suelen ser arbustos y árboles; puede alcanzar hasta 25 m. Las hojas son pecioladas, opuestas, trifoliadas, con folíolos aovados, de 5 a 10 cm de largo por 2 a 7 cm de ancho. Inflorescencia en racimos ramificados (panículas). Flores blancas a blanco-verdosas, con tépalos elípticos de 6 a 10 mm de largo por 2,5 a 3,5 de ancho. El fruto es un aquenio, con una sola semilla.

## Propiedades
A las hojas, tallos y flores usados por la medicina tradicional mezclados con manteca de cerdo para usarlos como pomada, se le atribuyen propiedades desinfectantes o anti-infecciosas. Hervidos en agua se aplican para aliviar la hidropesía.
Para tratar las caries, dolor de muelas o dientes, se coloca un pedazo de tallo y/o una hoja molida en la parte afectada.
En algunas enfermedades respiratorias, como el catarro, se aconseja frotar el cuerpo con la mezcla de las hojas y ajo (Allium sativum) antes de acostarse. Para la gripa, se restriegan las hojas y se inhalan, o bien, se mezclan con alcohol y alcanfor y se inhalan con un paño. También se usa para calmar la tos.
Historia
A mediados del siglo XVIII, Ricardo Ossado en el Libro del Judío refiere: "hecho el sancocho sirve para curar las odontalgias o sea dolores de muelas haciendo buches repetidos".
Más información vuelve a aparecer hasta el siglo XX, en Maximino Martínez, quien indica que se usa para las arenillas uretrales, la dermatosis, como diurético, y para destapar y lavar las vías urinarias.

## Taxonomía
Clematis dioica fue descrita por Carlos Linneo y publicado en Systema Naturae, Editio Decima 2: 1084, en el año 1759.
Etimología
Clematis: nombre genérico que proviene del griego ˈklɛmətɨs. (klématis) "planta que trepa" probablemente vinca.
dioica: epíteto latino que significa "dioica".
Sinonimia
- Clematis brasiliana DC.
- Clematis haenkiana C.Presl
- Clematis thalictroides Steud.[5]
- Clematis americana Mill.
- Clematis glabra DC.
- Clematis virginiana var. dioica (L.) Kuntze
- Clematis virginiana subsp. dioica (L.) Voss
- Clematis virginiana f. paucidentata Kuntze[6]

## Nombres comunes
Barba de chivillo, barbas de chivo, barbas de tecolote, barbas de viejito, barbas de viejo, cabeza de viejo, nube, pestañas de tecolote, plumbago, temecate, chilillo, chilillo de cerro.